# Rajd Argentyny 2007

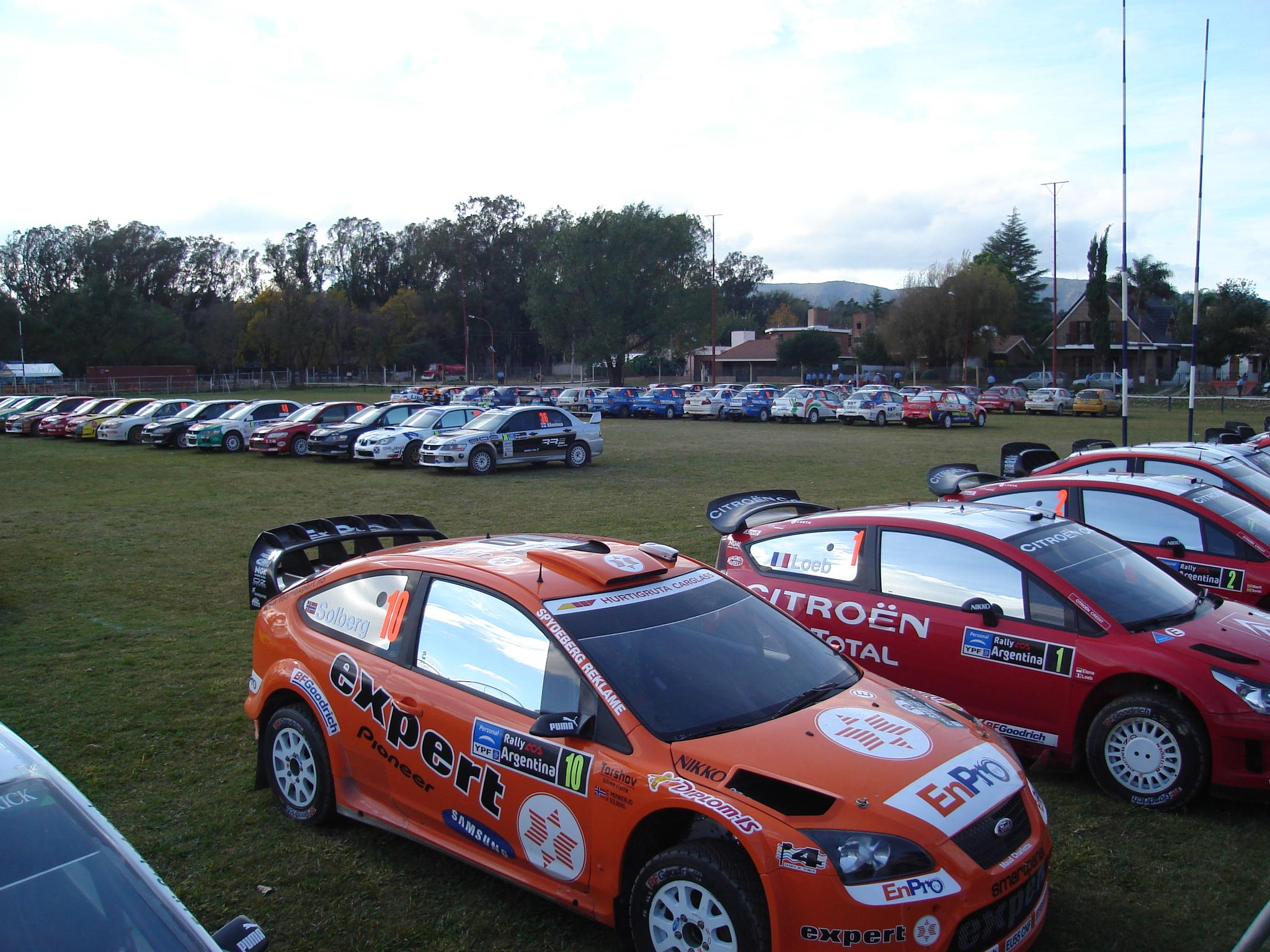
Rajd Argentyny 2007

Rezultaty Rajdu Argentyny (27º Rally Argentina), eliminacji Rajdowych Mistrzostw Świata, w 2007 roku, który odbył się w dniach 3-6 maja:

## Przebieg rajdu

### Etap 1 (czwartek/piątek)
Pierwszą próbę rajdu, superodcinek specjalny River Plate Stadium wygrał Mikko Hirvonen, zaledwie 0.6s przed swoim kolegą z zespołu, Marcusem Grönholmem. Następni na mecie oesu zameldowali się kierowcy Citroëna, Daniel Sordo i Sébastien Loeb, zaraz przed obydwoma fabrycznymi Subaru.
OS1 rozgrywany był w Buenos Aires, skąd kierowcy i ich samochody musiały zostać przetransportowane samolotami do odległej 700 km od stolicy Córdoby, bazy rajdu. Okazało się to niewykonalne ze względu na problemy z komunikacją radarową a następnie potężną burzą, która spowodowała całkowite wstrzymanie ruchu lotniczego w Buenos Aires. Część czołowych kierowców zdołała dotrzeć do hotelu w Córdobie już o 3:30 nad ranem, jednak ostatni lot, którym zabierali się m.in. członkowie ich zespołów, organizatorzy rajdu, został zawrócony, a jego pasażerowie zostali zmuszeni do spędzenia nocy na lotnisku. Poranna mgła jeszcze bardziej opóźniła transport, więc samolot dotarł na miejsce dopiero ok. godziny 13. Wszystkie piątkowe próby, z wyjątkiem zwieńczającego etap superoesu, zostały odwołane.
Mikko Hirvonen okazał się królem superodcinków i wygrał także ten rozgrywany na stadionie w Córdobie. Dzięki temu na pełnowymiarowe odcinki wyrusza z 2.4s przewagi nad drugim Danielem Sordo. 0.5s za nim plasuje się kolega Daniela, Sébastien, 0.1s przed Grönholmem. Czołową szóstkę dopełniają kierowcy Subaru, przed Manfredem Stohlem oraz Henningiem Solbergiem.

### Etap 2 (sobota)
Loeb rozpoczął drugi etap od razu wychodząc na prowadzenie. Pierwszy "prawdziwy" OS, La Cumbre, przejechał o 4.1 sekundy szybciej od reszty stawki. Na kolejnych próbach powiększał swoją przewagę, o 2.6s na OS11 i 0.6s na OS12. Marcus Grönholm, najszybszy wśród reszty stawki, nie był w stanie utrzymać tempa Francuza. Trzynasta próba to kolejne zwycięstwo Loeba, a po czternastej Mistrz Świata mógł poszczycić się pięcioma kolejnymi zwycięstwami oesowymi. Jego przewaga nad Finem wynosiła już 15.4 sekundy.
Sébastien nie zwalniał także na popołudniowej pętli, wygrywając dwie spośród czterech rozgrywanych w niej prób. Pozostałe dwie, OS15 i OS18 (dwa przejazdy OS Santa Rosa) to najlepsze czasy Marcusa. Jednak wciąż było to zbyt mało aby zagrozić liderowi, który teraz wyprzedał resztę stawki o 19.2 sekundy.
Trzecie miejsce zajmuje Mikko Hirvonen, który awansował po tym, jak Petter Solberg wycofał się z powodu problemów z silnikiem. Jego strata do kolegi w Fordzie jest jednak ogromna, wynosi już ponad minutę. Za nim plasują się dwaj kierowcy teamu Stobart, Jari-Matti Latvala i Henning Solberg, którzy także awansowali dzięki problemom Pettera. Chris Atkinson i Manfred Stohl skorzystali dodatkowo na przygodach Daniela Sordo, który na ostatnim odcinku dnia stracił ponad 90 sekund i z czwartej pozycji spadł aż na ósmą. Dziewiąty jest walczący z Subaru młodszy z braci Solbergów, który wraca do walki dzięki SupeRally, bez szans na walkę o punkty – jego strata do ósmego Daniego wynosi aż 6 minut.
Oprócz Pettera tylko dwóch czołowych kierowców nie było w stanie ukończyć rywalizacji – Matthew Wilson z teamu Stobart i Luis-Perez Companc, lokalny kierowca za kierownicą Forda teamu Munchi's. Obaj odpadli już na pierwszym tego dnia OS10, kiedy to Wilson miał problemy z elektryką, a w samochodzie Companca zawiodło zawieszenie.

### Etap 3 (niedziela)
Trzeci etap to tak naprawdę dopiero druga pełna część rajdu – z powodu odwołania prawie wszystkich piątkowych prób długość rajdu nie spełniała wymogów regulaminowych i istniała obawa, że zawodnikom nie zostaną przyznane punkty w klasyfikacji. Organizatorzy postanowili więc dodać jedną próbę, drugi przejazd odcinka Mina Cavalero, co pozwoliło osiągnąć wymagany dystans.

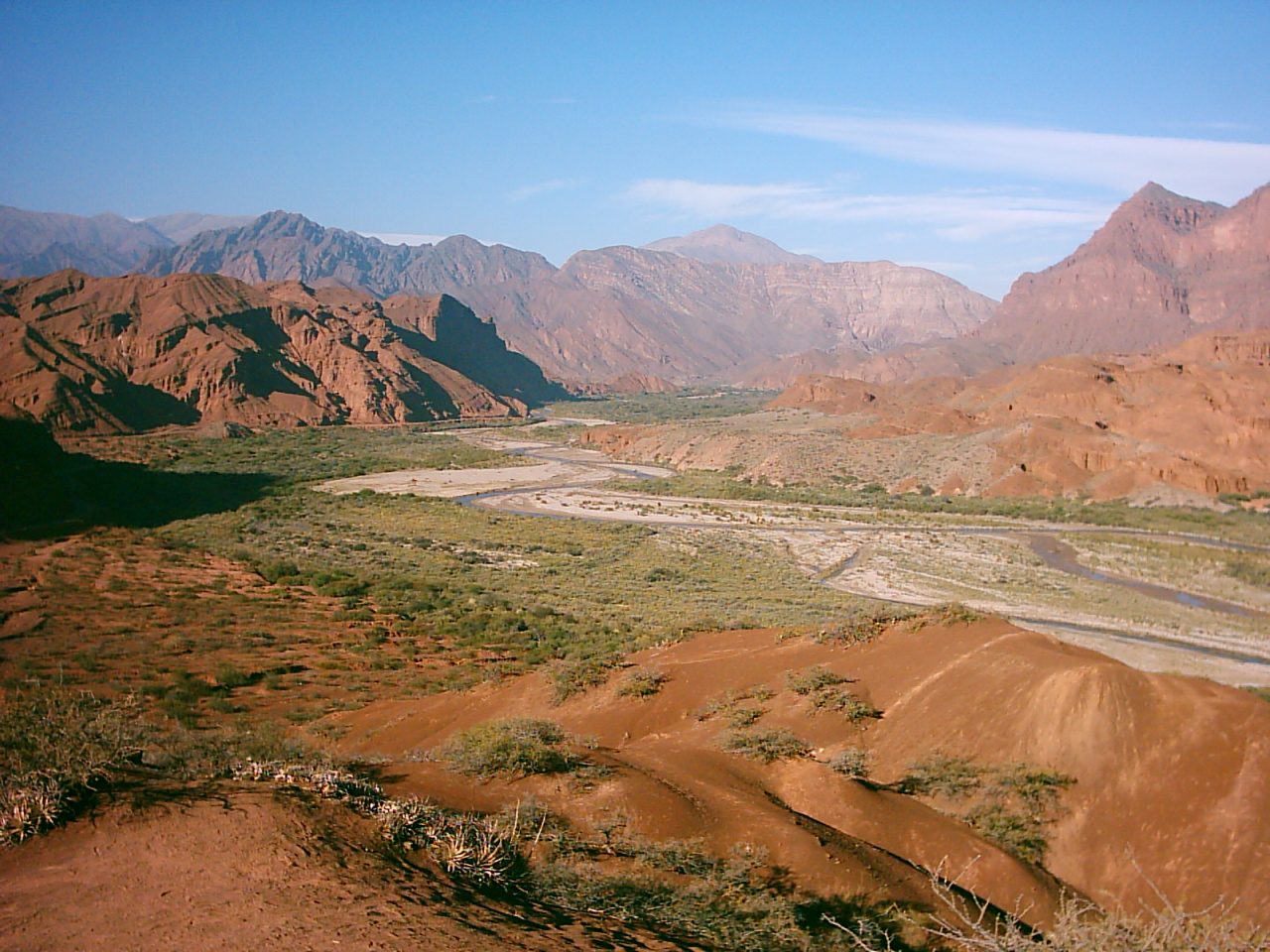
Krajobraz Argentyny.

Lider rajdu, Sébastien Loeb, wciąż był bardzo szybki, choć jego tempo nie było już aż tak agresywne, jak poprzedniego dnia. Wygrał dwie z pięciu prób etapu i zapewnił sobie czwarte zwycięstwo w sezonie, a trzecie z rzędu. Jego przewaga w klasyfikacji Mistrzostw nad Marcusem w chwili obecnej wynosi 3 punkty.
Drugi na mecie Grönholm nie był w stanie utrzymać tempa Francuza, więc drugiego dnia był zmuszony do jedynie utrzymania swojej lokaty. Ostatni stopień podium przypadł jego koledze z zespołu, Hirvonenowi, który zdobył jakże ważne dla siebie i fabrycznego zespołu 6 punktów. To już czwarte podium młodego Fina w tym roku, a rajd udało mu się ukończyć bez przygód.
Latvala ukończył rajd czwarty i jak dotąd jest to jego najlepszy wynik w sezonie. Fin nie był najszybszy, jednak jechał równo co zaowocowało silną pozycją, o którą nie musiał walczyć. Henning Soberg, który jazdę rozpoczął wolno, jednak pod koniec drugiego i w trzecim etapie przyspieszył, ostatecznie kończąc rajd na piątym miejscu. Nie było to jednak łatwe zadanie, ponieważ pozycję w zasięgu mieli także Daniel Sordo i Chris Atkinson, którzy na niedzielnych próbach atakowali Norwega. Doświadczonemu kierowcy udało się jednak obronić, tym samym cztery Fordy znalazły się w czołowej piątce.
Duże wrażenie na wszystkich zrobił Dani Sordo, który po sobotnich problemach z hydrauliką i spadku na ósmą pozycję nie poddał się i jechał bardzo szybkim tempem przez całą niedzielę. Ustanowił dwa najlepsze czasy (na obu przejzdach OS El Condor) i odrobił aż dwie pozycje w klasyfikacji generalnej. Na mecie zabrakło mu jedynie 6 sekund do sklasyfikowanego przed nim Norwega.
Chris Atkinson od początku etapu był niezadowolony z samochodu, co odbiło się na jego czasach. Zaczął niedzielną jazdę na piątej pozycji, a ukończył na siódmej, przegrywając z Henningiem i Danielem. Był to jego pierwszy rad z nowym pilotem, doświadczonym Stéphane Prévotem i wszystko wskazuje na to, że dopiero zgrywa się z partnerem.
Ostatnia punktowana lokata to Manfred Stohl, który bardzo pozytywnie wypowiadał się o swojej Xsarze. Jechał bez rewelacji, i mimo dziesiątego startu w Argentynie nie był w stanie osiągnąć nic więcej.
Wilson i Companc, którzy wycofali się w sobotę, powrócili w systemie SupeRally i notowali czasy w pierwszej ósemce. Jednak bez szans na nawiązanie walki pogodzili się z przegraną i traktowali jazdę jedynie jako zdobywanie doświadczenia.
Dla pilota Daniela Sordo, Marca Marti, ten rajd miał specjalne znaczenie – była to jego setna runda WRC. Większość startów odbyła się na fotelu pilota legendy rajdów, Carlosa Sainza, mentora aktualnego partnera Marca.

## Klasyfikacja ostateczna
| Msc.     | Kierowca           | Pilot           | Samochód                 | Czas      | Strata | Grupa | Punkty |
| WRC      | WRC                | WRC             | WRC                      | WRC       | WRC    | WRC   | WRC    |
| -------- | ------------------ | --------------- | ------------------------ | --------- | ------ | ----- | ------ |
| 1.       | Sébastien Loeb     | Daniel Elena    | Citroën C4 WRC           | 2:52:03.8 | 0,0    | A8 M  | 10     |
| 2.       | Marcus Grönholm    | Timo Rautiainen | Ford Focus RS WRC 06     | 2:52:40.5 | 36.7   | A8 M  | 8      |
| 3.       | Mikko Hirvonen     | Jarmo Lehtinen  | Ford Focus RS WRC 06     | 2:54:19.0 | 2:15.2 | A8 M  | 6      |
| 4.       | Jari-Matti Latvala | Miikka Anttila  | Ford Focus RS WRC 06     | 2:55:46.8 | 3:43.0 | A8 M  | 5      |
| 5.       | Henning Solberg    | Cato Menkerud   | Ford Focus RS WRC 06     | 2:56:13.9 | 4:10.1 | A8 M  | 4      |
| 6.       | Daniel Sordo       | Marc Marti      | Citroën C4 WRC           | 2:56:27.4 | 4:23.6 | A8 M  | 3      |
| 7.       | Chris Atkinson     | Stéphane Prévot | Subaru Impreza WRC       | 2:56:47.2 | 4:43.4 | A8 M  | 2      |
| 8.       | Manfred Stohl      | Ilka Minor      | Citroën Xsara WRC        | 2:57:24.0 | 5:20.2 | A8 M  | 1      |
| PWRC     |                    |                 |                          |           |        |       |        |
| 1. (9.)  | Federico Villagra  | Diego Curletto  | Mitsubishi Lancer Evo IX | 3:08:53.7 | 0.0    | N4    | 10     |
| 2. (10.) | Toshihiro Arai     | Tony Sircombe   | Subaru Impreza WRX STI   | 3:09:03.0 | 9.3    | N4    | 8      |
| 3. (11.) | Juho Hänninen      | Mikko Markkula  | Mitsubishi Lancer Evo IX | 3:09:21.9 | 28.2   | N4    | 6      |
| 4. (13.) | Gabriel Pozzo      | Mario Stillo    | Mitsubishi Lancer Evo IX | 3:12:15.7 | 3:22.0 | N4    | 5      |
| 5. (14.) | Marcos Ligato      | Flavio Zanella  | Mitsubishi Lancer Evo IX | 3:13:32.9 | 4:39.2 | N4    | 4      |
| 6. (16.) | Niall McShea       | Gordon Noble    | Subaru Impreza WRX STI   | 3:14:23.6 | 5:29.9 | N4    | 3      |
| 7. (17.) | Andreas Aigner     | Klaus Wicha     | Mitsubishi Lancer Evo IX | 3:15:02.6 | 6:08.9 | N4    | 2      |
| 8. (18.) | Martin Rauam       | Kristo Kraag    | Mitsubishi Lancer Evo IX | 3:16:59.5 | 8:05.8 | N4    | 1      |

1. ↑  Litera M przy oznaczeniu grupy do której należy samochód oznacza, iż tylko ci kierowcy zdobywali punkty dla swoich zespołów liczonych w klasyfikacji producentów na koniec sezonu.

## Nie ukończyli
- Kristian Sohlberg – awaria – miał wypadek (OS12);
- Petter Solberg – awaria – silnik (OS17);
- Nasir al-Atijja – urwał koło (OS18);
- Leszek Kuzaj – urwał koło (OS18);
- Amjad Farrah – awaria (OS19);
- Stefano Marrini – awaria – chłodnica (OS20);
- Fumio Nutahara – awaria – zbiornik paliwa (OS21);
- Spyros Pavlides – awaria – zawieszenie (OS21);
- Loris Baldacci – awaria – wał napędowy (OS22);
- Fabio Frisiero – awaria – turbosprężarka (OS22);
- Mirco Baldacci – awaria – silnik (OS22);

## Zwycięzcy odcinków specjalnych
| Etap                | Odcinek | G. rozp. | Nazwa               | Długość  | Zwycięzca   | Czas    | Pr. śr.     | Lider rajdu |
| ------------------- | ------- | -------- | ------------------- | -------- | ----------- | ------- | ----------- | ----------- |
| 1 (3 maja - 4 maja) | OS1     | 18:35    | River Plate Stadium | 2,40 km  | M. Hirvonen | 2:08.3  | 67,34 km/h  | M. Hirvonen |
| 1 (3 maja - 4 maja) | OS2     | 10:45    | Capilla del Monte 1 | 22.95    | ODWOŁANY    | –       | –           | M. Hirvonen |
| 1 (3 maja - 4 maja) | OS3     | 11:22    | San Marcos 1        | 19,23 km | ODWOŁANY    | –       | –           | M. Hirvonen |
| 1 (3 maja - 4 maja) | OS4     | 12:20    | Villa Giardino 1    | 15,50 km | ODWOŁANY    | –       | –           | M. Hirvonen |
| 1 (3 maja - 4 maja) | OS5     | 12:51    | Valle Hermoso 1     | 10,94 km | ODWOŁANY    | –       | –           | M. Hirvonen |
| 1 (3 maja - 4 maja) | OS6     | 13:32    | Cosquin 1           | 11,27 km | ODWOŁANY    | –       | –           | M. Hirvonen |
| 1 (3 maja - 4 maja) | OS7     | 16:11    | Capilla del Monte 2 | 22,95 km | ODWOŁANY    | –       | –           | M. Hirvonen |
| 1 (3 maja - 4 maja) | OS8     | 16:48    | San Marcos 2        | 19,23 km | ODWOŁANY    | –       | –           | M. Hirvonen |
| 1 (3 maja - 4 maja) | OS9     | 19:05    | Estadio Cordoba     | 2,40 km  | M. Hirvonen | 2:31.7  | 55,85 km/h  | M. Hirvonen |
| 2 (5 maja)          | OS10    | 08:23    | La Cumbre           | 18,70 km | S. Loeb     | 15:35.1 | 71,99 km/h  | S. Loeb     |
| 2 (5 maja)          | OS11    | 09:21    | Ascochinga          | 23,28 km | S. Loeb     | 14:45.2 | 94,68 km/h  | S. Loeb     |
| 2 (5 maja)          | OS12    | 10:14    | Villa Giardino 2    | 15,50 km | S. Loeb     | 11:02.6 | 84,21 km/h  | S. Loeb     |
| 2 (5 maja)          | OS13    | 10:45    | Valle Hermoso 2     | 10,94 km | S. Loeb     | 7:11.3  | 91,31 km/h  | S. Loeb     |
| 2 (5 maja)          | OS14    | 11:26    | Cosquin 2           | 11,27 km | S. Loeb     | 6:09.5  | 109,8 km/h  | S. Loeb     |
| 2 (5 maja)          | OS15    | 14:13    | Santa Rosa 1        | 21,40 km | M. Grönholm | 12:48.1 | 100,3 km/h  | S. Loeb     |
| 2 (5 maja)          | OS16    | 15:06    | Las Bajadas         | 16,35 km | S. Loeb     | 8:39.8  | 113,24 km/h | S. Loeb     |
| 2 (5 maja)          | OS17    | 15:52    | Amboy               | 20,29 km | S. Loeb     | 10:19.4 | 117,93 km/h | S. Loeb     |
| 2 (5 maja)          | OS18    | 16:57    | Santa Rosa 2        | 21,40 km | M. Grönholm | 12:56.3 | 99,24 km/h  | S. Loeb     |
| 3 (6 maja)          | OS19    | 08:19    | Mina Clavero 1      | 23,81 km | S. Loeb     | 18:48.8 | 75,94 km/h  | S. Loeb     |
| 3 (6 maja)          | OS20    | 09:52    | El Condor 1         | 16,81 km | D. Sordo    | 13:39.9 | 73,81 km/h  | S. Loeb     |
| 3 (6 maja)          | OS21    | 10:39    | Mina Clavero 2      | 24,45 km | S. Loeb     | 18:51.2 | 77,81 km/h  | S. Loeb     |
| 3 (6 maja)          | OS22    | 13:05    | El Condor 2         | 16,81 km | D. Sordo    | 13:46.8 | 73,19 km/h  | S. Loeb     |
| 3 (6 maja)          | OS23    | 15:05    | Estadio Cordoba 2   | 2,40 km  | S. Loeb     | 2:25.4  | 59,42 km/h  | S. Loeb     |

## Klasyfikacja po 6 rundach
Tabele przedstawiają tylko pięć pierwszych miejsc.

### Kierowcy
| Lp. | Kierowca        | Pkt |
| --- | --------------- | --- |
| 1   | Sébastien Loeb  | 48  |
| 2   | Marcus Grönholm | 45  |
| 3   | Mikko Hirvonen  | 36  |
| 4   | Daniel Sordo    | 22  |
| 5   | Petter Solberg  | 16  |

### Producenci
| Lp. | Producent                  | Pkt |
| --- | -------------------------- | --- |
| 1   | BP Ford World Rally Team   | 81  |
| 2   | Citroën Total WRT          | 72  |
| 3   | Stobart VK Ford Rally Team | 30  |
| 4   | Subaru World Rally Team    | 29  |
| 5   | OMV Kronos Citroën WRT     | 22  |